# Museo Valenciano del Papel
El museo Valenciano del Papel (en valenciano Museu Valencià del Paper) se inauguró el 21 de mayo de 1999, en el chalet de Villa Rosario, construido en 1903 y situado en el parque homónimo. El museo, creado originalmente a partir de diferentes donaciones , expone el proceso artesanal de fabricación de papel, ilustrado con los objetos utilizados y maquetas de antiguos molinos, entre otros. Destacan asimismo los 1300 libritos de papel de fumar, las filigranas de entre los siglos XVII y XX, anuncios de fábricas de tabaco, juguetes de papel y un largo etcétera. Posee además una amplia biblioteca especializada, con más de 1500 volúmenes.
El museo dispone sus piezas en 6 salas repartidas en 3 plantas y el sótano, donde se encuentra en taller de elaboración manual del papel.
Después de un año cerrado por reformas para actualizarlo y ponerlo al día, se reinauguró el 24 de febrero de 2019.